# Rtyně nad Bílinou
Rtyně nad Bílinou è un comune della Repubblica Ceca facente parte del distretto di Teplice, nella regione di Ústí nad Labem.